# Unforgiven (2008)
Unforgiven (2008) — PPV от WWE, которое прошло 7 сентября 2008 года на Квикен Лоэнс-арене, Кливленд, Огайо, США. Шоу стало одиннадцатым и последним в линейке Unforgiven. На шоу прошло 6 поединков (5 с которых за чемпионские титулы), в которых принимали участие звёзды RAW, SmackDown и ECW.

## Матчи

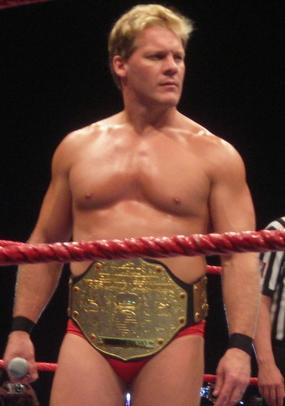
Крис Джерико выиграл титул чемпиона мира в тяжёлом весе в «Чемпионской Схватке»

| PreShow                          | Эван Борн победил Джона Моррисона                                            | Одиночный матч                                                   | N/A   |
| 1                                | Мэтт Харди победил Марка Хенри (с), Финли, Чаво Герреро и Миза               | Матч «Чемпионская Схватка» за титул чемпиона ECW                 | 20:04 |
| 2                                | Коди Роудс и Тед Дибиаси (с) победили Крайм Тайм (Шад Гаспард и JTG)         | Командный матч за титулы Командных Чемпионов WWE                 | 11:35 |
| 3                                | Шон Майклз победил Криса Джерико                                             | Несанкционированный матч                                         | 26:53 |
| 4                                | Triple H победил Джеффа Харди, Брайана Кендрика, МВП и Шелтона Бенджамина    | Матч «Чемпионская Схватка» за титул чемпиона WWE                 | 20:16 |
| 5                                | Мишель Маккул (с) победила Марис                                             | Одиночный матч за титул Чемпионки Див                            | 05:42 |
| 6                                | Крис Джерико победил Джона «Брэдшоу» Лэйфилда, Кейна, Рея Мистерио и Батисту | Матч «Чемпионская Схватка» за титул чемпиона мира в тяжёлом весе | 17:15 |
| (c) — чемпион на момент поединка |                                                                              |                                                                  |       |

### «Чемпионская Схватка» за титул чемпиона ECW
| №          | Рестлер      | № выхода | Удержал      | Приём                     |
| ---------- | ------------ | -------- | ------------ | ------------------------- |
| 1          | Чаво Герреро | 3        | Мэтта Харди  | Прыжок лягушки            |
| 2          | Мэтт Харди   | 1        | Чаво Герреро |                           |
| 3          | Марк Хенри   | 4        | Чаво Герреро | Самый сильный в мире Слэм |
| 4          | Финли        | 5        | Мэтт Харди   | Кельтский крест           |
| 5          | Мэтт Харди   | 1        | Миз          | Сайт слем                 |
| Победитель | Мэтт Харди   | -        | -            | -                         |

### «Чемпионская Схватка» за титул чемпиона WWE
| №          | Рестлер        | № выхода | Удержал        | Приём          |
| ---------- | -------------- | -------- | -------------- | -------------- |
| 1          | Джефф Харди    | 1        | Брайан Кендрик | Пауэрбомб      |
| 2          | Брайан Кендрик | 3        | Джефф Харди    | Кендрик        |
| 3          | Triple H       | 5        | Брайан Кендрик | Педигри        |
| 4          | Джефф Харди    | 1        | МВП            | Поворот Судьбы |
| 5          | Triple H       | 5        | Брайан Кендрик | Педигри        |
| 6          | Джефф Харди    | 1        | Брайан Кендрик | Свэнтон Бомб   |
| 7          | Triple H       | 5        | МВП            | Педигри        |
| Победитель | Triple H       | -        | -              | -              |

### «Чемпионская Схватка» за титул чемпиона мира в тяжёлом весе
| №          | Рестлер      | № выхода | Удержал | Приём                  |
| ---------- | ------------ | -------- | ------- | ---------------------- |
| 1          | Кейн         | 3        | JBL     | Чок Слэм               |
| 2          | Батиста      | 1        | Кейн    | Спайнбастер            |
| 3          | Крис Джерико | 5        | Кейн    | Спайнбастер от Батисты |
| Победитель | Крис Джерико | -        | -       | -                      |